# シラー (ブドウ)
シラー（Syrah）は、フランスのコート・デュ・ローヌ地方を原産地とする赤ワイン用ブドウ品種である。オーストラリアやニューワールド諸国ではシラーズ（Shiraz）とも呼ばれる。

## 起源
フランスのコート・デュ・ローヌ地方北部において、モンドゥーズ・ブランシェ（Mondeuse Blanche）とデュレーザ（Dureza）が自然交配して産まれたとされている。デュレーザはピノ種のひ孫にあたる品種である。また、ヴィオニエはシラーと2親等の関係にあることが分かっている。
オーストラリアには、1832年にジェームズ・バズビーによってはじめて持ち込まれた。オーストラリアでは当初Scyrasと呼ばれており、これが変化してシラーズと呼ばれるようになった。オーストラリアでのシラーズの成功を受け、新興国では同様にシラーズと呼ばれることが多い。

### 関連する品種
現在、主にカリフォルニアで栽培されているプティ・シラーはプルサン（Peloursin）とシラーの交配によって生まれたといわれている。1890年代にフランスで発見された当初はデュリフと呼ばれていたが、アメリカに持ち込まれた際にプティ・シラーと呼ばれるようになった。

## 栽培
シラーは樹勢が強いため、適切な管理が必要であるとされる。高温に対しては比較的強く、冷涼な気候の土地であっても日照時間が長ければ栽培が可能である。

## 生産地域
シラーは世界中で生産される国際品種のひとつである。2016年においては、ワイン用の黒ブドウ品種の中ではカベルネ・ソーヴィニヨン、メルロー、テンプラニーリョに次ぎ第4位の生産面積であった。1990年から2010年の間に栽培面積は5倍以上に増えており、人気が拡大している。

### フランス

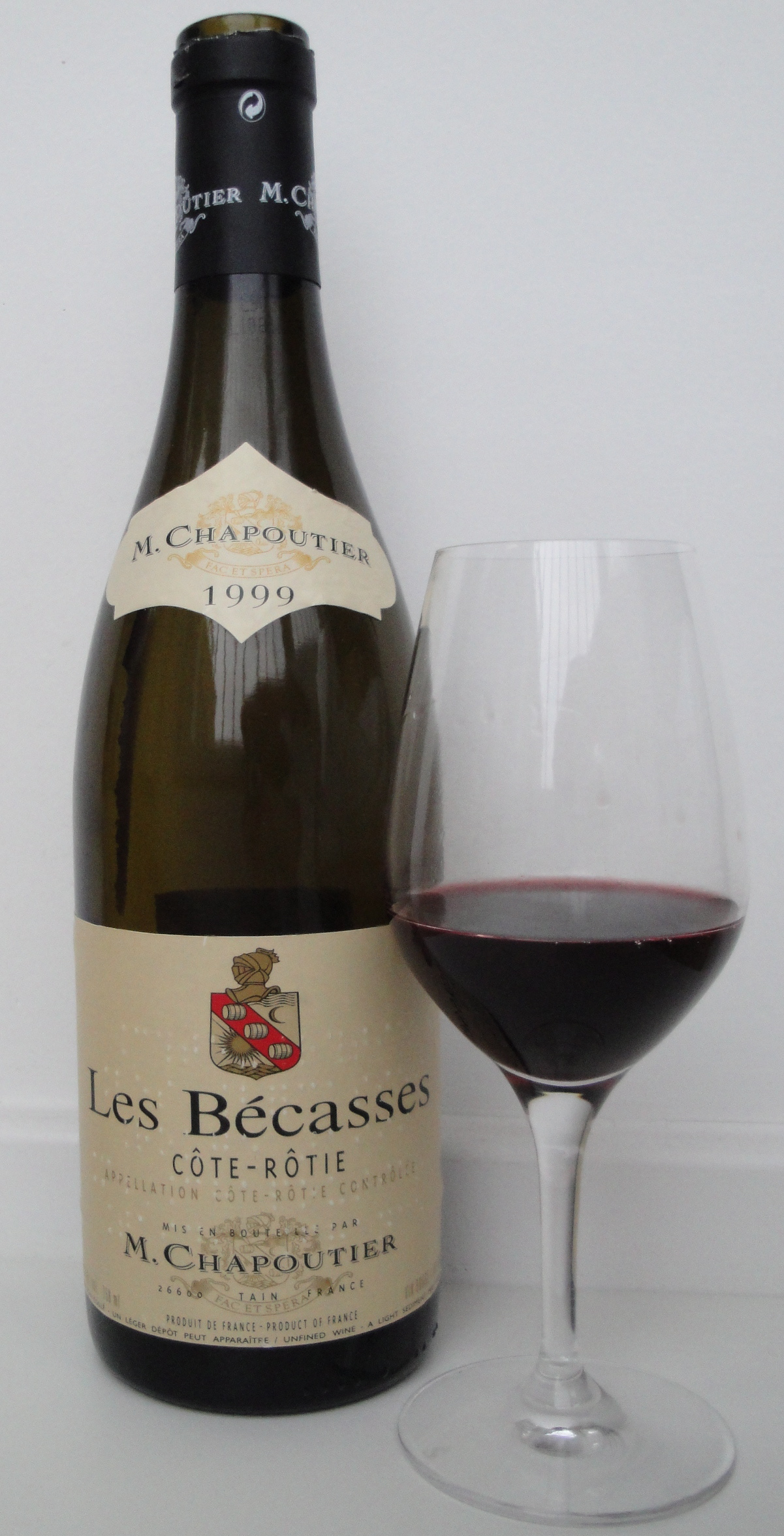
ローヌ北部、コート・ロティのワイン。シラー主体で造られる。

原産地であるコート・デュ・ローヌ地方北部はシラーの銘醸地であり、長期熟成に耐える高品質のシラーを産出するとして高名である。ローヌ北部は花崗岩質の土壌であるが、これはシラーに適している。ローヌ北部のAOCで使用が許可されている黒ブドウはシラーのみであり、AOCによってヴィオニエ、ルーサンヌ、マルサンヌといった少量の白ブドウが混醸されることがある。
コート・デュ・ローヌ地方南部ではグルナッシュやムールヴェードルといったブドウ品種とブレンドされることが一般的である。
南フランスのラングドック・ルーション地方はシラーの生産量がフランス内で第1位である。ローヌ南部と同様にブレンドされて使われることが多い。

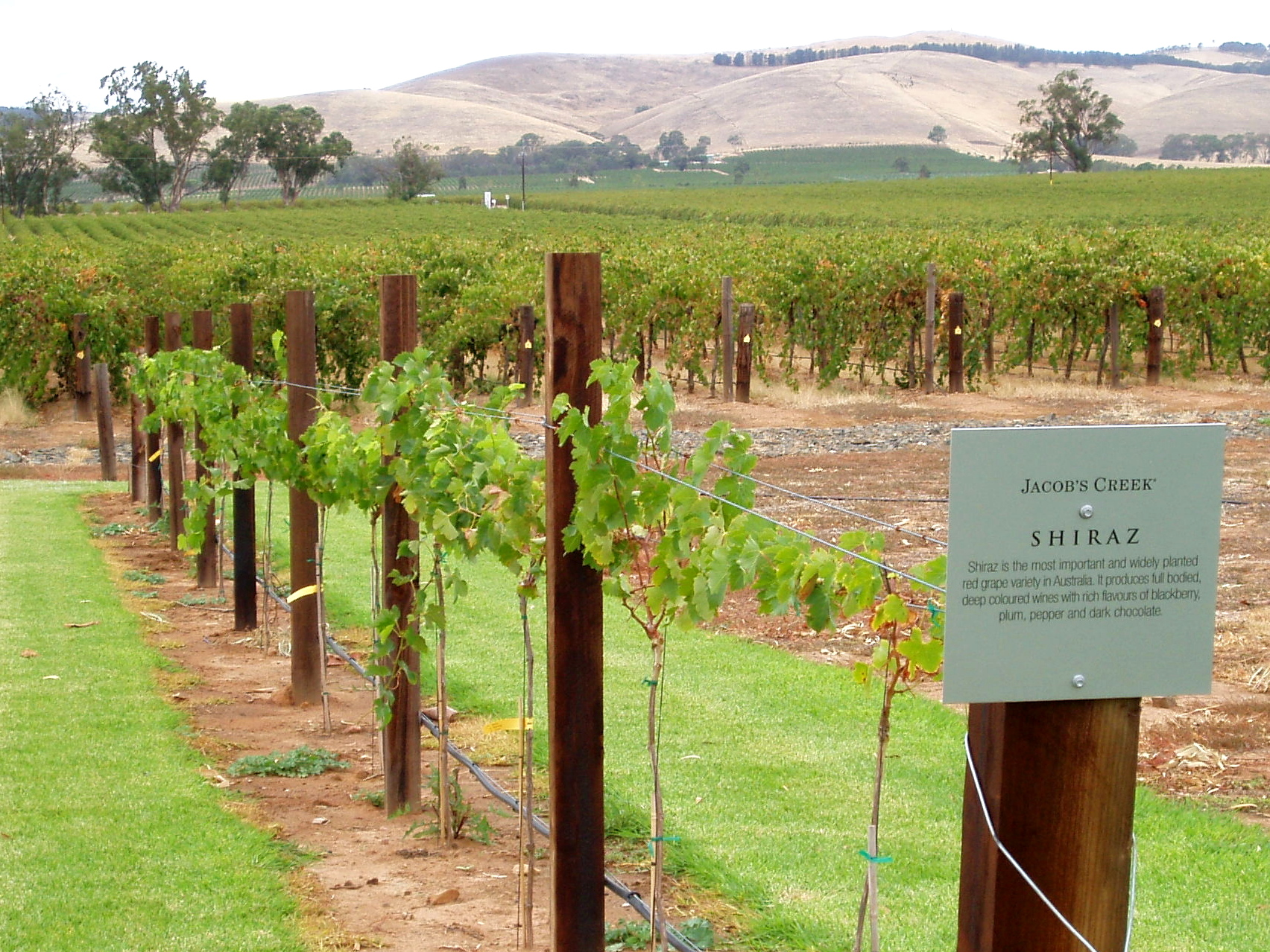
オーストラリア、バロッサ・ヴァレーに植えられたシラーズの若木。

### オーストラリア
オーストラリアにおけるブドウ品種としては、生産量・栽培面積ともにシラーズが第1位である。なかでも南オーストラリア州のバロッサ・ヴァレーはシラーズの適地として名高い。また、シラーズとカベルネ・ソーヴィニヨンのブレンドも一般的に行われている。

### その他
チリ、アルゼンチン、南アフリカ、アメリカのカリフォルニア州やワシントン州で多く栽培されている。チリやアルゼンチンでは「シラー」と呼ぶ生産者が多い。ヨーロッパでも、スペインやシチリア島を中心としたイタリアでさかんに栽培されている。

## ワインのスタイル
シラーには胡椒のようなスパイシーな香りがあるといわれている。2008年のオーストラリアワイン研究所での調査から、この香りはロタンドンというテルペンの一種であることが判明した。冷涼な地域では、他にスミレの花の香りも感じられるしなやかなワインとなる。温暖な地域ではプラム、チョコレート、甘草などの香りを持つ濃厚なワインに仕上がる。
豊富な果実味とスパイシーな香りがあることから、ラム肉、牛肉、ジビエといった肉料理と相性が良い。